# مسئله دوزخ

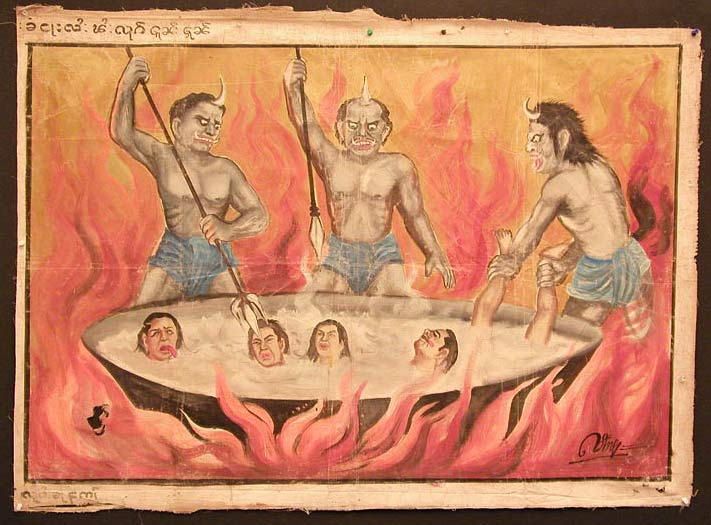

برهان دوزخ (به انگلیسی: Problem Of Hell) یکی از براهین استنتاجی رد خدای ادیان ابراهیمی است.

## مضمون
برهان دوزخ به مجموعه اشکالاتی گفته می‌شود که از سوی بی‌خدایان نسبت به توصیفات معتقدین ادیان ابراهیمی از مفاهیمی چون بهشت و جهنم طرح شده‌است.